# Sprachenzentrum
Als Sprachenzentrum (auch: Fremdsprachenzentrum, engl. (Foreign) Language Centre) bezeichnet man eine Einrichtung an Universitäten und Fachhochschulen, die vor allem für die Studierenden der Hochschulen Sprachkurse koordiniert und anbietet. Die Kurse müssen in vielen Fällen von den Teilnehmern selbst bezahlt werden. Ermäßigungen für Studierende sind dann üblich, wenn die Sprachkurse als Teil des Studienprogramms angerechnet werden können, etwa als sog. Schlüsselqualifikationen oder Schlüsselkompetenzen.
Sprachenzentren unterscheiden sich prinzipiell in (a) solche, die auch die sprachpraktischen Kurse der fremdsprachigen Studiengänge (der sog. Philologien) anbieten und damit obligate Bestandteile des Studiums der Anglistik, Romanistik, Slawistik etc., und (b) solche, deren Sprachenangebot sich primär an Nicht-Sprachstudierende, sog. Hörer aller Fakultäten richtet. Für beide Typen von Sprachenzentren gilt: Ziel der Sprachausbildung ist es, die fremdsprachige Kompetenz der Lernenden weiterzuentwickeln und zu ihrer Interkulturellen Kompetenz beizutragen.
Wo Sprachkurse nicht Teil des obligaten Studienprogramms sind, werden häufig eigene Zertifikate für Beruf und Auslandsstudium verliehen. Zum Angebot vieler Sprachenzentren gehören auch Mediatheken bzw. Selbstlernzentren, Beratung im Autonomen Lernen und die Vermittlung von Tandempartnern.
Sprachenzentren spielen eine wichtige Rolle bei der Internationalisierung der Hochschulen. In Hochschul-Rankings spielen ihre Angebote oftmals eine wichtige Rolle als Bewertungskriterium.
Anstelle von Sprachenzentren gibt es an vielen Hochschulen und Goethe-Instituten sogenannte "Sprachlernzentren", die Sprachvermittlung mit Sprachforschung und Sprachdidaktik verbinden.